# Gigliola Lo Cascio Galante
Gigliola Lo Cascio, coniugata Galante (Palermo, 3 settembre 1942 – Cuba, 4 settembre 1989), è stata una politica e psicologa italiana.

## Biografia
Di professione psicologa, Gigliola Lo Cascio fu docente presso l'Ente Siciliano di Servizio Sociale e diresse l'Istituto di Psicologia dell'Università degli Studi di Palermo, dove tenne la cattedra di psicologia sociale. Condusse numerose ricerche sulla rappresentazione sociale e sui modelli culturali relativi a fenomeni di ampia rilevanza sociale, quali la condizione femminile e la mafia. Pioniera della psicologia giuridica, collaborò con la giunta di Leoluca Orlando a Palermo occupandosi di un progetto dedicato ai minori per il contrasto alla dispersione scolastica. Fu inoltre la prima donna ad istituire i consultori.
In occasione delle elezioni politiche del 1987 figurò tra i candidati per la Camera dei deputati nella circoscrizione Palermo-Trapani-Agrigento-Caltanissetta, all'interno delle liste del Partito Comunista Italiano. In base ai risultati ottenuti, risultò eletta deputata. Fu assegnata alla commissione Affari Sociali e fu inoltre componente della commissione di vigilanza Rai. Durante il suo mandato, collaborò con Adriano Ossicini alla creazione dell'Ordine degli psicologi.
Sposata con Giacomo Galante, caporedattore del quotidiano palermitano L'Ora, Gigliola Lo Cascio morì a Cuba il giorno dopo il suo quarantasettesimo compleanno. L'intera famiglia Galante, composta da Giacomo, Gigliola e dai loro figli Giuliano e Lavinia di tredici e otto anni, fu tra le vittime del disastro aereo del Volo Cubana de Aviación 9646.

## Opere
- Gigliola Lo Cascio, Problemi dell'adolescenza visti attraverso uno studio sulla risonanza del fenomeno beat, Palermo, Denaro Editore, 1967.
- Gigliola Lo Cascio, I motivi dell'adozione, Palermo, STASS, Stampatori Tipolitografici Associati, 1974.
- Gigliola Lo Cascio, Prospettive teoriche ed applicazioni di psicologia di gruppo, Palermo, STASS, Stampatori Tipolitografici Associati, 1974.
- Gigliola Lo Cascio et al., Modelli di valutazione scolastica : una ricerca sulle prime esperienze di valutazione per schede, Palermo, Vittorietti, 1979.
- Gigliola Lo Cascio, Occupate e casalinghe : un'indagine svolta a Palermo, Roma, Editori Riuniti, 1979, ISBN 2021010261531.
- Simona Mafai, Gigliola Lo Cascio, Carola Gugino, Chiara Ottaviano, Maria Beatrice Vittorelli, Giuliana Saladino e Maria Venuti, Essere donna in Sicilia, Roma, Editori Riuniti, 1980, ISBN 9788835909224.
- Gigliola Lo Cascio et al., I fantasmi della sanità : una ricerca sulla rappresentazione sociale della Salute/Malattia, Palermo, STASS, Stampatori Tipolitografici Associati, 1983.
- Gigliola Lo Cascio (a cura di), L'immaginario mafioso: la rappresentazione sociale della mafia, Bari, Dedalo, 1986, ISBN 9788822060617.
- Gigliola Lo Cascio (a cura di), Contro la mafia : una ricerca attraverso la stampa sull'impegno del PCI 1979-1986, Palermo, Istituto Gramsci, 1987.
- Gigliola Lo Cascio e Maddalena Marino, La frammentazione femminile dal mondo esterno al mondo interno, Palermo, Ila Palma, 1988.
- Gigliola Lo Cascio e Maddalena Marino, Mentire in amore : il mito dell'immutabilità e la menzogna nella relazione di coppia, Palermo, Ila Palma, 1988.
- Gigliola Lo Cascio e Maddalena Marino, La relazione aggressiva, Palermo, Ila Palma, 1988.
- Gigliola Lo Cascio, Sanità amica, Palermo, Ila Palma, 1988.
- Gigliola Lo Cascio (a cura di), Apprendere la violenza, Milano, Guerini editore, 1989, ISBN 88-7802-081-8.